# وایت پلینز (نیویورک)
وایت پلینز (به انگلیسی: White Plains) شهری در شهرستان وستچستر ایالت نیویورک است که در سرشماری سال ۲۰۱۰ میلادی، ۵۶۸۵۳ نفر جمعیت داشته است. وایت پلاینز، به‌طور رسمی در تاریخ ۱۹۱۶ میلادی به‌عنوان یک شهر شناخته شد.

## تاریخچه

### پیدایش اولیه
در زمان استقرار هلندی‌ها در منهتن در اوایل قرن هفدهم، این منطقه به عنوان زمین کشاورزی توسط قبیله وِک‌کوائسکِک، شاخه‌ای از مردم واپینگر، استفاده می‌شد و «کواروپاس» نامیده می‌شد. برای بازرگانان اولیه، این منطقه به نام «دشت‌های سفید» شناخته می‌شد، یا به دلیل گل بالزام سفید (Gnaphalium polycephalum) که گفته می‌شد آن را پوشانده بود، یا به دلیل مه غلیظی که سنت محلی نشان می‌دهد بر فراز باتلاق‌های نزدیک رودخانه برانکس معلق بود. اولین سکونت غیربومی در نوامبر ۱۶۸۳ رخ داد، زمانی که گروهی از پیوریتان‌های کنتیکت از یک سکونتگاه قبلی در رای به سمت غرب حرکت کردند و حدود ۴۴۰۰ جریب (۱۸ کیلومتر مربع) زمین را احتمالاً از وِک‌کوائسکِک خریدند. با این حال، جان ریچبل از مامارونک ادعا کرد که از طریق خرید قطعه زمینی بسیار بزرگتر که ۲۰ مایل (۳۲ کیلومتر) به داخل خشکی امتداد داشت، احتمالاً از قبیله‌ای دیگر، مالکیت قبلی بیشتر این قلمرو را دارد. این موضوع تا سال ۱۷۲۱ حل نشد، زمانی که یک فرمان سلطنتی برای وایت پلینز توسط شاه جورج دوم صادر شد.
در سال ۱۷۵۸، وایت پلینز به مرکز شهرستان وستچستر تبدیل شد، زمانی که دولت مستعمراتی این شهرستان وست چستر را ترک کرد، که در حال حاضر در بخش شمالی منطقه برانکس، در شهر نیویورک واقع شده بود. این دهکده غیرثبت‌شده تا سال ۱۷۸۸ بخشی از شهر رای باقی ماند، زمانی که شهر وایت پلینز تأسیس شد.
در ۹ ژوئیه ۱۷۷۶، نسخه‌ای از اعلامیه استقلال به کنگره استانی نیویورک که در دادگاه شهرستان تشکیل جلسه داده بود، تحویل داده شد. نمایندگان به سرعت قطعنامه‌ای را تصویب کردند که اعلامیه را تأیید می‌کرد و بدین ترتیب هم استقلال مستعمره و هم تشکیل ایالت نیویورک را اعلام کردند. خود اعلامیه برای اولین بار در ۱۱ ژوئیه از پله‌های دادگاه به‌طور علنی خوانده شد.
در سپتامبر و اکتبر ۱۷۷۶، نیروهای تحت رهبری جورج واشینگتن در تپه‌های دهکده موضع گرفتند، در حالی که انگلیسی‌ها تحت فرماندهی ژنرال سر ویلیام هاو به شدت آنها را تعقیب می‌کردند و در ۲۸ اکتبر حمله کردند. نبرد وایت پلینز عمدتاً در تپه چاترتون (که بعداً به «تپه نبرد» معروف شد و در غرب باتلاق آن زمان که اکنون منطقه مرکز شهر است واقع شده است) و رودخانه برانکس رخ داد. نیروی ۴۰۰۰ تا ۶۰۰۰ نفری سربازان انگلیسی و هسی هاو قبل از اینکه نیروهای قاره‌ای، با حدود ۱۶۰۰ نفر تحت فرماندهی ژنرال‌های الکساندر مک دوگال و اسرائیل پوتنام، عقب‌نشینی کنند و به نیروی اصلی واشینگتن که در نبرد شرکت نکرده بود بپیوندند، به سه حمله نیاز داشتند. نیروهای هاو ۲۵۰ تلفات سنگین متحمل شدند و او هیچ تلاشی برای تعقیب نیروهای قاره‌ای که حدود ۱۲۵ کشته و زخمی داشتند، نکرد. سه روز پس از نبرد، واشینگتن از شمال دهکده عقب‌نشینی کرد، که سپس توسط نیروهای هاو اشغال شد. اما پس از چندین درگیری بی‌نتیجه در طول هفته بعد، هاو در ۵ نوامبر عقب‌نشینی کرد و وایت پلینز را به نیروهای قاره‌ای واگذار کرد. از قضا، یکی از زیردستان واشینگتن، سرگرد جان آستین، که احتمالاً پس از جشن گرفتن عقب‌نشینی دشمن مست بود، با گروهان خود دوباره وارد دهکده شد و آن را به آتش کشید. اگرچه او به دلیل این اقدام محاکمه نظامی و محکوم شد، اما از مجازات گریخت.
اولین سرشماری ایالات متحده که در سال ۱۷۹۰ انجام شد، جمعیت وایت پلینز را ۵۰۵ نفر ذکر کرد که ۴۶ نفر از آنها برده بودند. (جمعیت نیویورک در آن زمان حدود ۳۳۰۰۰ نفر بود) تا سال ۱۸۰۰، جمعیت به ۵۷۵ نفر و در سال ۱۸۳۰ به ۸۳۰ نفر رسید. تا سال ۱۸۷۰، ۲۶ سال پس از ورود راه‌آهن مرکزی نیویورک، جمعیت آن به ۲۶۳۰ نفر و تا سال ۱۸۹۰ به ۴۵۰۸ نفر افزایش یافته بود. در دهه‌های بعد، این رقم به ۷۸۹۹ نفر (۱۹۰۰) و ۲۶۴۲۵ نفر (۱۹۱۰) رسید. وایت پلینز در سال ۱۸۶۶ به عنوان یک دهکده و در سال ۱۹۱۶ به عنوان یک شهر ثبت شد.

### گسترش
پس از جنگ جهانی دوم، منطقه مرکز شهر وایت پلینز به یک منطقه خرید تبدیل شد که شعبه‌هایی از بسیاری از فروشگاه‌های بزرگ و تخصصی مستقر در نیویورک را در خود جای داده بود. برخی از این مراکز خرده‌فروشی اولین فروشگاه‌های بزرگ حومه‌شهری بودند که در ایالات متحده ساخته شدند. در سال ۱۹۴۹، میسی یک فروشگاه بزرگ در وایت پلینز در خیابان اصلی روبروی تالار شهر افتتاح کرد. فروشگاه‌های معتبر دیگری مانند بی. آلتمن اند کو، راجرز پیت، ساکس فیفت اَونیو، لرد اند تیلور، الکساندرز، والاکس و یک شعبه کوتاه مدت از برگدورف گودمن، که در سال ۱۹۸۱ به زنجیره خواهرخوانده‌اش نیمن مارکوس تبدیل شد، به دنبال آن آمدند. ساخت بزرگراه‌ها و آزادراه‌های مجاور در دهه‌های ۱۹۴۰ تا ۱۹۷۰ خریداران را از مناطق دیگر به این شهر آورد.
در اواخر دهه ۱۹۶۰، شهر وایت پلینز یک طرح گسترده نوسازی شهری برای توسعه مجدد مسکونی، تجاری و چند منظوره ایجاد کرد که خواستار تخریب کل منطقه تجاری مرکزی آن از بزرگراه برانکس ریور به سمت شرق تا خیابان مامارونک بود. تا سال ۱۹۷۸، برنامه نوسازی شهری حول ساخت دادگاه شهرستان وستچستر (۱۹۷۴)، ساختمان اداری وستچستر وان (۱۹۷۵)، مرکز خرید گالریا در وایت پلینز (۱۹۷۸) و تعدادی دیگر از برج‌های اداری، مراکز خرده‌فروشی و ساختمان‌های تجاری کوچکتر متمرکز شد. در زمان ساخت، ساختمان وستچستر وان بزرگ‌ترین ساختمان اداری بین نیویورک سیتی و آلبانی، و به سمت شرق تا هارتفورد بود.
از دهه ۱۹۵۰، بسیاری از شرکت‌های بزرگ مستقر در نیویورک سیتی، عملیات خود را به وایت پلینز و سایر مناطق حومه‌شهری منتقل کردند. از جمله این شرکت‌ها می‌توان به جنرال فودز، پپسی‌کو، هیتاچی ایالات متحده، آی‌بی‌ام، نستله، اسنپل و هاینکن ایالات متحده اشاره کرد. در دهه ۱۹۸۰، حداقل ۵۰ شرکت از فهرست فورچون ۵۰۰ دفتر مرکزی خود را در شهرستان وستچستر و شهرستان مجاور فیرفیلد، کنتیکت، داشتند، اما با ادغام شرکت‌ها و کاهش اندازه آنها در دهه ۱۹۹۰، بسیاری از این شرکت‌ها عملیات خود را در وایت پلینز کاهش دادند یا به‌طور کامل این منطقه را ترک کردند.
وایت پلینز میزبان ساختمان آرتز اکسچنج است که به عنوان دفتر مرکزی شورای هنر وستچستر فعالیت می‌کند. از مارس ۱۹۹۹، هنرمندان تجسمی و نمایشی، سازمان‌های فرهنگی نوظهور و مشاغل خلاق جدید استودیوها و دفاتر خود را در این ساختمان داشته‌اند. این ساختمان در فهرست ملی اماکن تاریخی ثبت شده است.